# Fundamentalsystem (Astronomie)
Ein Fundamentalsystem der Astronomie ist ein genauer Koordinatenrahmen für die Positionen von Sternen (Sternörter) und außergalaktischen Objekten.
Neuere Fundamentalsysteme, z. B. ICRF und GCRF3, sind nicht mehr durch Sternpositionen, sondern in Form eines präzisen Netzes von Quasaren realisiert. Dabei spielt die Radioastronomie eine entscheidende Rolle, welche die Quasare durch VLBI-Methoden vermisst.

## Geschichte
In den letzten Jahrzehnten stellten die jeweiligen Kataloge von Fundamentalsternen die beste Annäherung an den Inertialraum dar. Die zugrundeliegenden Messungen wurden ausschließlich visuell oder fotografisch durchgeführt (klassische Astrometrie).

### Sternkataloge als Datenbank für Fixpunkte
In diesem Koordinatenrahmen dreht sich der Kreisel Erde und kann dadurch in seinen Bewegungen modelliert werden. Der Rahmen wird in Form eines Verzeichnisses hunderter Fundamentalsterne definiert. Seit Ende des 19. Jahrhunderts waren dies insbesondere:
| Kurzname         | Sternanzahl | Titel                                                            | Publiziert | Messung Örter | Messung Eigenbewegungen | Überdeckung                                              |
| ---------------- | ----------- | ---------------------------------------------------------------- | ---------- | ------------- | ----------------------- | -------------------------------------------------------- |
| Auwers, A., 1879 | 539         | Fundamentalkatalog für Zonenbeobachtungen am Nördl. Himmel       | 1879       | Ø 1860        | ≈1850–1870              | bis Dekl.= −10° Anm. 1                                   |
| Peters, J., 1907 | 925         | Neuer FK Berliner Astr.Jahrbuch nach den Grundlagen von Auwers   | 1907       | Ø 1880        | 1745–1900               | bis Dekl.= −89°                                          |
| FK3              | 873         | Dritter Fundamentalkatalog des Berliner Astronomischen Jahrbuchs | 1937       | 1912–1915     |                         | ab hier über ganzen Himmel, mit Epochen 1900, 1950, 2000 |
| FK3sup           | 662         | (Zusatzsterne, Band II)                                          | 1938       | Ø 1913        | 1845–1930               | ab hier über ganzen Himmel, mit Epochen 1900, 1950, 2000 |
| FK4              | 1.535       | Fourth Fundamental Catalogue                                     | 1963       | Ø 1950        |                         | ab hier über ganzen Himmel, mit Epochen 1900, 1950, 2000 |
| FK4sup           | 1.111       | Supplement Stars FK4/5                                           | ≈1965      |               |                         | ab hier über ganzen Himmel, mit Epochen 1900, 1950, 2000 |
| FK5              | 1.535       | Fifth Fundamental Catalogue                                      | 1988       | Ø 1975        |                         | ab hier über ganzen Himmel, mit Epochen 1900, 1950, 2000 |
| FK5sup           | 3.117       | Supplement Stars of FK5                                          | 1991       |               |                         | ab hier über ganzen Himmel, mit Epochen 1900, 1950, 2000 |
| Hipp. Anm. 2     | 118.000     | Hipparcos-Katalog                                                | 1998       | 1989–1993     | 1989–1993               | ab hier über ganzen Himmel, mit Epochen 1900, 1950, 2000 |
| FK6              | 4.150       | Sixth Catalogue of Fundamental Stars                             | 1999, 2000 | Ø 1992        |                         | ab hier über ganzen Himmel, mit Epochen 1900, 1950, 2000 |

## Himmel, Erde und Erdrotation
Diese Koordinaten gehören nicht nur für die Astronomen zum „täglichen Brot“, sondern auch für viele Wissenschaftler, die sich mit dem Planeten Erde oder manchen seiner Erscheinungen beschäftigen. Denn letztlich gehen z. B. alle geografischen Koordinaten und sogar die genauen Zeitsysteme der Physik auf astronomische Richtungs- und Zeitmessungen zurück.
Dass Erd- und Himmelskoordinaten zusammenhängen, lässt sich mit einem Bild leicht verstehen: Man kann sich die Erde als kugelförmigen stabilen Kreisel im Weltraum vorstellen, dessen Drehachse zu einem Pol an einer gedachten Himmelskugel weist.
Wir sind gewohnt, uns Norden immer „oben“ vorzustellen, weil wir die „Weltachse“ natürlich in die Erdachse legen. Eigentlich ist das nichts anderes als das traditionelle geozentrische System der Antike, mit dem erst Kopernikus teilweise gebrochen hat.
Wenn sich nun die Erde als „Kreisel“ in diesem „Käfig“ aus lauter umgebenden Sternen dreht, bietet sich an, den Breitenkreisen ähnliche Kreise auf einer die Erde umhüllenden Himmelskugel gegenüberzustellen.
Während sich aber die Menschheit für die Längenkreise erst langwierig auf den Nullmeridian von Greenwich einigen musste, bietet sich für ihr astronomisches Pendant Rektaszension ein solcher förmlich an: Der Frühlingspunkt, in dem die Sonne jedes Jahr von der Südhalbkugel kommend den Himmelsäquator überquert. Mathematisch ist der Frühlingspunkt die Schnittlinie des Äquators mit der Ekliptik (Ebene der Erdbahn bzw. der jährlichen scheinbaren Sonnenbahn durch die Sternbilder).

### Veränderliche Erdachse
Diese für Astronomen praktischen Ebenen sind langsam veränderlich. So wie jeder Spielzeugkreisel ein wenig taumelt, ist es auch bei der Erde – nur viel langsamer und regelmäßiger. Man nennt diesen Effekt Präzession und seine Dauer von ca. 25.800 Jahren ein Platonisches Jahr. Die Erdachse beschreibt in dieser Zeit einen klar definierbaren Kegel mit einem Öffnungswinkel von derzeit 23,43°, was man inzwischen auf 0,01" (0,000005 %) genau vorausrechnen kann.
Dazu gehört auch ein zweiter Effekt namens Nutation – ein vom Mond verursachtes „Zittern“ im Rhythmus von 18,613 Jahren (der Nutationsperiode), das ebenso genau modelliert ist.
Gemessen werden diese Effekte durch spezielle Instrumente und Methoden der Astrometrie und der Geodäsie; die wichtigsten sind
- die Weltraumverfahren
  - VLBI (Very Long Baseline Interferometry, Richtungsmessung nach Quasaren)
  - Weltraumlaser
  - GPS
  - der Satellit Hipparcos, eine Art Weltraumscanner
  - Gaia
- erdgebunden
  - der Meridiankreis
  - Astrolab
  - PZT (Photographisches Zenitteleskop).

Die beiden letztgenannten haben im letzten Jahrzehnt an Bedeutung verloren.
Das hier beschriebene astronomisch-geodätische Modell der Erde und ihrer Bahn ist unser Fundamentalsystem der Astronomie – und stellt die derzeit beste Realisierung eines Inertialsystems dar.
Kleine Veränderungen geschehen auch durch die Bewegung des Sonnensystems um das Zentrum der Milchstraße. Mit dem Gaia EDR3-Katalog konnte diese Bewegung zum ersten Mal direkt gemessen werden.

### Terrestrisches Fundamentalsystem
Seine terrestrische Entsprechung – „heruntergeholt“ auf die sich darin drehende Erde – nennt man International Terrestrial Reference System (ITRS). Es ist durch Fundamentalstationen (z. B. Wettzell in Bayern) und zahlreiche GPS-Messstationen dauerhaft vermarkt.
Die Beziehung zu den Vermessungspunkten der jeweiligen Landesvermessung wird durch Koordinatentransformationen hergestellt, in der 3. Dimension durch Höhenmessung und das Geoid.